# Kavajë
Kavajë (en albanès: Kavajë o Kavaja) és una ciutat de l'oest d'Albània, al comtat de Tirana. Fa frontera amb Durrës al nord, Tirana a l'est, Peqin al sud-oest i Lushnjë al sud. A l'oest es troba la mar Adriàtica.

## Història
Fou fundada l'any 1595, amb el nom de Kavajë.
Fou la ciutat on es donà vida a la revolta contra Enver Hoxha. Avui en dia és el districte electoral de l'expresident i actual primer ministre albanès Sali Berisha.
Kavajë veié nàixer l'actor Aleksander Moisiu i el general Spiro Moisiu, pare de l'expresident de la República, Alfred Moisiu.